# Eva-Ingeborg Scholz
Pour les articles homonymes, voir Scholz.
Eva-Ingeborg Scholz, née le 16 février 1928 à Berlin et morte le 21 mars 2022 à Gräfelfing, est une actrice allemande.

## Biographie
Elle étudie à la Max-Reinhardt-Schule, dirigée par Hilde Körber, puis joue de 1947 à 1950 au Schlosspark Theater et au Renaissance-Theater. Elle est ensuite engagée pour trois ans dans l'ensemble des Kammerspiele de Munich.
Elle fait ses débuts au cinéma en 1948 en tenant le rôle-titre dans 1-2-3 Corona puis enchaîne les petits rôles. Elle apparaît de plus en plus souvent à la télévision au début des années 1960.
Eva-Ingeborg Scholz est la voix allemande de Cendrillon dans le film homonyme Disney de 1950, et la voix de la sœur d'Alice dans Alice au pays des merveilles.
Elle fut mariée avec le scénariste George Hurdalek puis avec l'acteur Wilfried Seyferth (de). Elle est la mère de l'actrice Katharina Seyferth (de).

## Filmographie
- 1948 : 1-2-3 Corona
- 1948 : Die Zeit mit dir
- 1949 : Das Fräulein und der Vagabund
- 1951 : L'Homme perdu (Der Verlorene) de Peter Lorre : Ursula Weber
- 1951 : Stips
- 1951 : Es geht nicht ohne Gisela
- 1951 : Die Dubarry
- 1952 : Pension Schöller de Georg Jacoby : Ida
- 1952 : Le Banquet des fraudeurs de Henri Storck : Elsa Menzler
- 1952 : La Vigne joyeuse
- 1954 : Die Stadt ist voller Geheimnisse
- 1954 : 08/15 de Paul May : Elisabeth Freitag
- 1955 : 08/15 s'en va-t-en-guerre (08/15 Zweiter Teil) de Paul May : Elisabeth Freitag
- 1955 : Le Général du Diable (Des Teufels General) de Helmut Käutner : Waltraut Mohrungen dite Pützchen
- 1955 : Ball im Savoy
- 1955 : Banditen der Autobahn
- 1955 : Unternehmen Schlafsack
- 1955 : Urlaub auf Ehrenwort
- 1955 : Rendez-moi justice (Alibi) d'Alfred Weidenmann : Inge Römer
- 1958 : Les Souris grises (Blitzmädels an die Front) de Werner Klingler : Hanna Helmke
- 1958 : La Jeune Fille de Moorhof (Das Mädchen vom Moorhof) de Gustav Ucicky : Hildur Lindgren
- 1959 : Liebe, Luft und lauter Lügen
- 1960 : Das große Wunschkonzert
- 1962 : Ich kann nicht länger schweigen de Wolfgang Bellenbaum : Eva Behrens
- 1963 : Le Crapaud masqué (Der schwarze Abt) de Franz Josef Gottlieb : Mary Wenner
- 1964 : Émile et les Détectives (Emil and the Detectives) de Peter Tewksbury : Mme Tischbein
- 1969 : Spielst Du mit schrägen Vögeln
- 1969 : Eine Frau sucht Liebe
- 1970 : Le Soldat américain (Der amerikanische Soldat) de Rainer Werner Fassbinder : la mère de Ricky
- 1972 : Heiß und kalt
- 1982 : Le Docteur Faustus (de) : Frau Butze
- 1997 : Die Apothekerin
- 1997 : Rossini (Rossini – oder die mörderische Frage, wer mit wem schlief) de Helmut Dietl : La 2e dame au théâtre
- 1999 : Südsee, eigene Insel
- 2016 : Willkommen bei den Hartmanns de Simon Verhoeven (de) : Mme Eisenhofer

Téléfilms
- 1960 : Der Hauptmann von Köpenick
- 1962 : Annoncentheater – Ein Abendprogramm des deutschen Fernsehens im Jahre 1776
- 1963 : Hedda Gabler
- 1972 : Geliebtes Scheusal
- 1975 : Tristan
- 1980 : Schönes Weekend, Mr. Bennett
- 1981 : Berlin Tunnel 21
- 1982 : Der Jagerloisl
- 1982 : Ab in den Süden
- 1983 : Sorry
- 1984 : Eine andere Frau
- 1988 : Kasse bitte
- 1989 : Brausepulver – Berta und die Stürmer
- 1999 : Comeback für Freddy Baker
- 2000 : Stimme des Herzens
- 2001 : 1000 Meilen für die Liebe
- 2003 : Le Prince du désert
- 2004 : Das Bernsteinamulett

Séries télévisées
- 1960 : Es ist soweit
- 1963 : Die fünfte Kolonne : Null Uhr Hauptbahnhof
- 1965 : Die fünfte Kolonne : Libelle bitte kommen
- 1967 : Verräter
- 1969 : Der Kommissar : Schrei vor dem Fenster
- 1971 : Der Kommissar : Ein rätselhafter Mord
- 1972 : Der Kommissar : Fluchtwege
- 1973 : Tatort : Cherchez la femme oder Die Geister am Mummelsee
- 1975 : Der Kommissar : Eine Grenzüberschreitung
- 1975 : Der Kommissar : Am Rande der Ereignisse
- 1976 : Gesucht wird… : Bernhard Lippert
- 1977 : Drei sind einer zuviel
- 1978 : Le Renard : Le Pélican
- 1979 : St. Pauli-Landungsbrücken (de) : Egon war der Beste
- 1980 : Inspecteur Derrick : Un cierge pour l'Assassin
- 1980 : Le Renard : Meurtre programmé
- 1980 : Inspecteur Derrick : L'Heure du crime
- 1981 : Tatort : Das Zittern der Tenöre
- 1982 : Un cas pour deux : La Guerre des nerfs
- 1983 : Kontakt bitte…
- 1986 : Rette mich, wer kann
- 1988 : Schwarz Rot Gold : Zucker, Zucker
- 1989 : Section K3 : Der Mann im Dunkeln
- 1991 : Jolly Joker
- 1992 : Zwei Schlitzohren in Antalya
- 1992 : Felix und 2x Kuckuck
- 1995 : Zwischen Tag und Nacht
- 1995 : Der Mond scheint auch für Untermieter
- 1998 : Heimatgeschichten : Auf gute Nachbarschaft
- 1998 : Rosamunde Pilcher : Dornen im Tal der Blumen
- 2002 : Rosamunde Pilcher : Wenn nur noch Liebe zählt

## Source de la traduction
- (de) Cet article est partiellement ou en totalité issu de l’article de Wikipédia en allemand intitulé « Eva-Ingeborg Scholz » (voir la liste des auteurs).